# ساوت بیچ (فلوریدا)
ساوت بیچ (به انگلیسی: South Beach) یک منطقهٔ مسکونی در ایالات متحده آمریکا است که در شهرستان ایندیان ریور، فلوریدا واقع شده‌است. ساوت بیچ ۱۷٫۷ کیلومتر مربع مساحت و ۳٬۵۰۱ نفر جمعیت دارد و ۱٫۵۲ متر بالاتر از سطح دریا واقع شده‌است.